# Josef Schröder-Schoenenberg

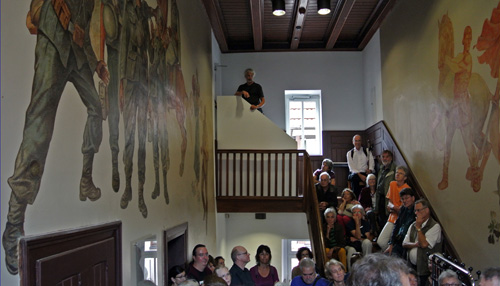
Gruppenführung 2013 im Waldkircher Rathaus: Kampfbereitschaft um Scholle und Familie (r.), Die neue Zeit (l.)

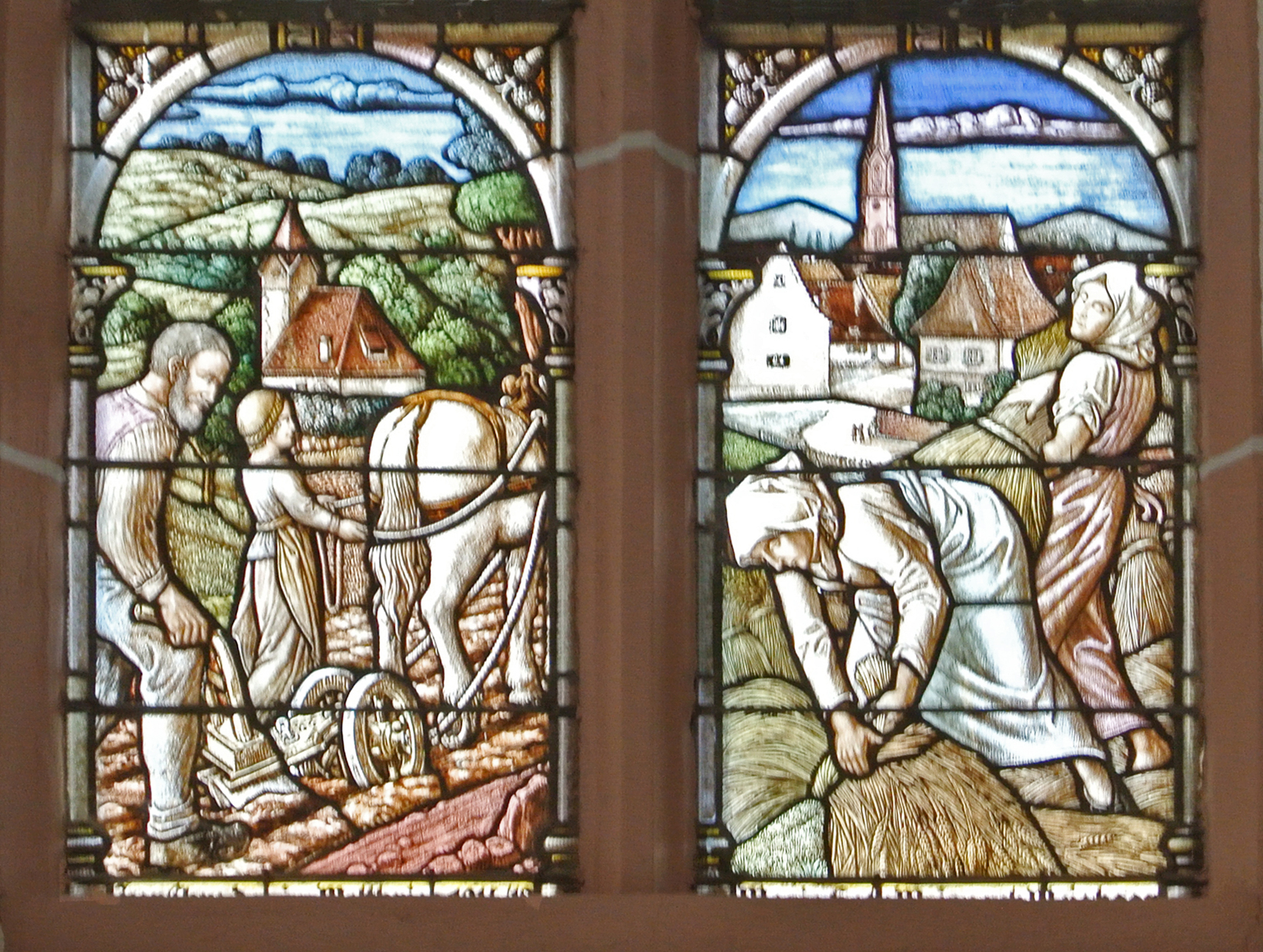
Glasfenster nach einem Entwurf von Schröder-Schoenenberg in der Evangelischen Kirche Eichstetten

Josef Schröder-Schoenenberg (* 12. Juli 1896 in Köln; † 12. Juli 1948 in Waldkirch) war ein deutscher bildender Künstler. Als Heinrich Josef Friedrich Schröder getauft, hat er nachträglich als Künstler den Beinamen Schoenenberg angehängt und damit den Geburtsnamen seiner Mutter übernommen. Nach einer Lehre als Maler und Grafiker studierte Schröder-Schoenenberg an den Akademien der Bildenden Künste in München und Karlsruhe. Er lebte in Celle, Hannover, Gutach im Kinzigtal, Freiburg und Elzach (1927/39), bevor er in Waldkirch sesshaft wurde. Er war hauptsächlich als Radierer und Aquarellist tätig, schuf aber auch Gemälde und Skulpturen. Bekannt war er vor allem als Tiermaler, aber er hat auch Porträts und Landschaften angefertigt. Seine Werke wurden 1938 in der Großen Deutschen Kunstausstellung in München gezeigt, und seine Gemälde hingen in der Reichskanzlei in Berlin.
1937 wurde Schröder-Schonenberg NSDAP-Mitglied, 1938 war er an den judenfeindlichen Ausschreitungen in Elzach beteiligt. 1939 erhielt er den Auftrag, für den Ratssaal im Rathaus Waldkirch ein Hitler-Porträt zu malen. Danach folgten Aufträge, programmatische Wandgemälde im Treppenhaus des Rathauses anzubringen, zuerst Kampfbereitschaft um Scholle und Familie (1941/42), dann Die neue Zeit (1942/43). Nach der Kapitulation 1945 wurden die beiden großformatigen Bilder auf Befehl der französischen Besatzungsmacht zunächst übertüncht. Schon 1956 wurde auf Gemeinderatsbeschluss eines davon wieder freigelegt, zwanzig Jahre danach auch das zweite, was zu anhaltenden Kontroversen geführt hat. Im September 2014 wurden die beiden denkmalgeschützten Bilder anlässlich einer Umbaumaßnahme teilweise abgetragen, restauratorisch behandelt und fachlich dokumentiert.